# ملوین آدرین
ملوین آدرین (انگلیسی: Melvin Adrien؛ زادهٔ ۳۰ اوت ۱۹۹۳) بازیکن فوتبال اهل فرانسه است.
از باشگاه‌هایی که در آن بازی کرده‌است می‌توان به اشاره کرد.
وی همچنین در تیم ملی فوتبال ماداگاسکار بازی کرده‌است.